# Last Exit to Brooklyn (canción)
Last Exit To Brooklyn (Última salida a Brooklyn) es el segundo sencillo del décimo álbum de Modern Talking, America. 

## Sencillo
CD-Maxi Hansa 74321 85979 2 (BMG) / EAN 0743218597923	07.05.2001
1. 	Last Exit To Brooklyn (Radio Edit)		3:16
2. 	Last Exit To Brooklyn (Rap Version)		2:46
3. 	Last Exit To Brooklyn (Versión extendida)	5:28
4. 	Last Exit To Brooklyn (Vocal Remix)		4:58
5. 	Last Exit To Brooklyn (Rap Remix)		4:59

### Charts
| Chart (2001) | Peak position |
| ------------ | ------------- |
| Alemania     | 37            |
| Austria      | 44            |
| Estonia      | 2             |
| Hungría      | 8             |
| Moldavia     | 11            |
| Rusia        | 7             |
| Suiza        | 94            |

- Datos: Q34209